# George Akerlof
George Arthur Akerlof (New Haven, 17 juni 1940) is een Amerikaans econoom. Akerlof is hoogleraar economie aan de Universiteit van Berkeley. Hij won in 2001 de Nobelprijs in de economie samen met Michael Spence en Joseph Stiglitz.

## Studie
George Akerlof studeerde aan de Yale-universiteit en promoveerde aan het Massachusetts Institute of Technology.

## Werk
Akerlof is onder meer bekend geworden door zijn artikel, The Market for Lemons: Quality Uncertainty and the Market Mechanism, gepubliceerd in de Quarterly Journal of Economics in 1970. In dit artikel beschreef hij de problemen in markten met een asymmetrische informatie tussen partijen. Hij is een criticus van de theorie van de efficiënte markt.
In 2009 verscheen een boek dat de auteur samen schreef met Robert Shiller, "Animal Spirits, hoe instincten in de mens de economie sturen". Daarin schrijven de auteurs dat de economie niet alleen bepaald wordt door rationele actoren, maar evenzeer door irrationeel gedrag en niet-economische motieven. Ze vermelden vijf verschillende aspecten van "animal spirits" en hoe deze elementen economische beslissingen beïnvloeden : vertrouwen of gebrek eraan, redelijkheid, corruptie, geldillusie en het vertellen van verhaaltjes. De genoemde elementen spelen een doorslaggevende rol bij het beantwoorden van belangrijke vragen die fundamenteel zijn voor het begrijpen van de stabiliteit en het functioneren van de economie.

## Politieke stellingname
Akerlof was een verklaard tegenstander van de politiek van de Amerikaanse president George W. Bush. Hij verzette zich onder meer tegen de invasie in Irak en tegen Bush' belastingpolitiek.

## Persoonlijk leven
Akerlof is gehuwd met de econome Janet Yellen. Sinds 4 oktober 2010 was zij vicevoorzitter en van februari 2014 tot februari 2018 was zij de voorzitter van het Federal Reserve System (The Fed). Ze hebben samen een zoon.